# 国际反腐败日
国际反腐败日是一個主題日，該主題日的日期為每年的12月9日。2003年10月31日，第58届联合国大会通过《联合国反腐败公约》，联合国大会還決定將每年的12月9日定為国际反腐败日，設立該主題日的目的是提高公众的反腐敗意识。 